# Митовська
Ми́товська (болг. Митовска) — село в Смолянській області Болгарії. Входить до складу общини Мадан.

## Населення
За даними перепису населення 2011 року у селі проживали 128 осіб.
Національний склад населення села:
| Національність   | Кількість осіб | Відсоток |
| ---------------- | -------------- | -------- |
| болгари          | 64             | 58,2%    |
| турки            | 24             | 21,8%    |
| цигани           | 0              | 0%       |
| інша             | 0              | 0%       |
| не визначились   | 22             | 20,0%    |
| Всього відповіли | 110            |          |

Розподіл населення за віком у 2011 році:
Динаміка населення: